# NGC 2839
NGC 2839 este o galaxie LINER situată în constelația Linxul. A fost descoperită în 13 martie 1850 de către William Parsons, 3rd Earl of Rosse⁠(d).